# Баранник, Олег Васильевич
Оле́г Васи́льевич Баранник (укр. Олег Васильович Бараннік; 20 марта 1992, Семёновка, Полтавская область, Украина) — украинский футболист, нападающий.

## Биография

### Клубная карьера
Его крёстный отец Николай Заяц привил ему любовь к футболу. Он тренировал районную команду «Альянс-Автодор» и часто брал его на тренировки, вместе с братом Василием.
С 2003 года по 2008 год выступал в детско-юношеской футбольной лиге Украины за полтавскую «Молодь». После играл за киевское «Динамо» на турнире. В 2009 году команда стала чемпионом Украины среди 17-летних. По после того как он не смог пройти в «Динамо-2» и дубль «Динамо», Олег выступал в чемпионате Полтавской области.
Летом 2010 года перешёл в полтавскую «Ворсклу» по рекомендации Сергея Коновалова. Баранник в сезоне 2010/11 выступал в основном в молодёжном первенстве Украины и сыграл в 27 матчах, в которых забил 13 мячей. В Премьер-лиге Украины дебютировал 2 октября 2010 года в выездном матче против луганской «Зари» (1:1), Николай Павлов выпустил на поле Баранника на 82 минуте вместо албанца Ахмеда Янузи. В январе 2011 года подписал с клубом новое трёхлетнее соглашение.
18 августа 2011 года дебютировал в еврокубках в матче квалификации Лиги Европы против румынского «Динамо» Бухарест (2:1), Баранник вышел на 87 минуте вместо Ивана Кривошеенко. В ответной игре 26 августа (2:3) вышел на 64 минуте вместо Ахмеда Янузи. На 72 и 78 минуте оформил дубль в ворота Кристиана Бэлдэгеряна. В итоге «Ворскла» обыграла «Динамо» с общим счётом 5:3 и попала в групповой этап. После матча главный тренер «Ворсклы» Николай Павлов обещал «выбить» у руководства клуба для Олега повышение зарплаты.
Дебютный гол в Премьер-лиге Украины забил 3 мая 2014 года в выездном матче против запорожского «Металлурга» (0:1).

### Карьера в сборной
Баранник был вызван в юношескую сборную Украины до 17 лет в сентябре 2008 года на товарищеский матч против Румынии, который прошёл в Киеве. Поединок закончился со счётом (4:0), но Олег не принял участие в матче. Также вызывался в студенческую сборную Украины.
В начале январе 2011 года был вызван Александром Головко в состав юношеской сборной до 19 лет на учебно-тренировочный сбор. В начале мае 2011 года сыграл в товарищеской игре за сборную до 19 лет против черниговской «Десной» (1:0), Баранник вышел на 73 минуте вместо Александра Черноморца.
Впервые в молодёжную сборную Украины до 21 года был вызван Павлом Яковенко на матч 6 сентября 2011 года против Словении в рамках отбора на чемпионат Европы 2013 в Израиле.

## Статистика
| Сезон   | Клуб    | Лига                 | Чемпионат | Чемпионат | Кубок | Кубок | Дубль | Дубль | Еврокубки | Еврокубки |
| Сезон   | Клуб    | Лига                 | Игры      | Голы      | Игры  | Голы  | Игры  | Голы  | Игры      | Голы      |
| ------- | ------- | -------------------- | --------- | --------- | ----- | ----- | ----- | ----- | --------- | --------- |
| 2010/11 | Ворскла | Премьер-лига Украины | 1         | 0         | 0     | 0     | 27    | 13    | —         | —         |
| 2011/12 | Ворскла | Премьер-лига Украины | 7         | 0         | 2     | 0     | 23    | 12    | 5         | 2         |
| 2012/13 | Ворскла | Премьер-лига Украины | 3         | 0         | 0     | 0     | 10    | 4     | —         | —         |

## Личная жизнь
После того как, его мать развелась с его отцом, его воспитывал дед Николай Билаш и кроме него он воспитывал ещё двух старших братьев. В 2009 году его мать уехала в Канаду на заработки, работает в столовой, получила канадское гражданство.
Его дед играл в футбол на любительском уровне, играя за сельские команды. Работал водителем автобуса. Старший брат Василий работает учителем физкультуры в сельской школе и выступает в чемпионате Полтавской области.